# Ellen Drexel

Ellen Drexel (1983)

Ellen Drexel (* 20. August 1919 in Wiesbaden; † 17. April 2002 in Eppstein im Taunus) war eine deutsche Balletttänzerin und durch die Heirat mit Wolfgang Wagner eine Angehörige der Familie Richard Wagners. Nach der Scheidung von Wolfgang Wagner überarbeitete sie bis 1999 ihre Tagebücher und Notizbücher, sammelte historische Artikel und erweiterte systematisch ihr Wissen über Details und Hintergründe des Nationalsozialismus und des Holocaust.

## Familie
Ellen Drexels Vater war der Weingroßhändler Adolf Heinrich Drexel (1887–1940) – ein Bruder des avantgardistischen Malers Hans Christoph Drexel. Ihre Mutter war Thora Auguste Franziska Drexel, geborene Nissen (1891–1953), die in Wiesbaden als Lehrerin wirkte und sich für Musik, Literatur und Theater interessierte und deren Vater der wohlhabenden Hamburger Kaufmannsfamilie Nissen entstammte.

## Leben

Der Grabstein von Ellen Drexel in Cerro Maggiore bei Mailand

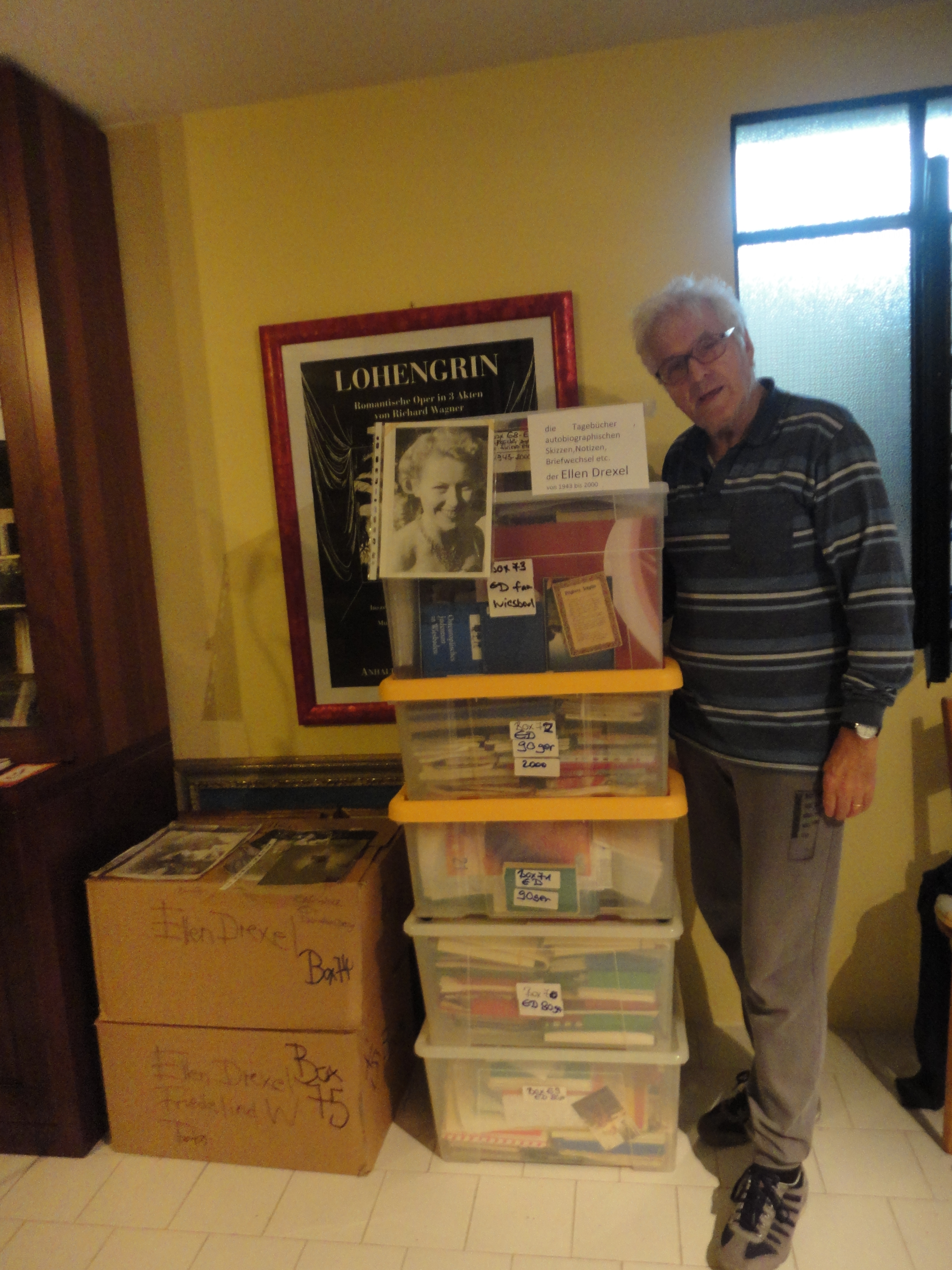
Gottfried Wagner neben einem Teil der Unterlagen Ellen Drexels. Juni 2017

Drexels Interesse für Literatur wurde schon früh durch die Bibliothek der Mutter geweckt. Drexels Laufbahn als Tänzerin und Pantomimin begann bereits im Alter von vier Jahren im Jahr 1923, als sie in „Madame Butterfly“ am Staatstheater Wiesbaden auftrat. Ihre Ballett- und Pantomimenkarriere führte Ellen Drexel von Wiesbaden nach Darmstadt, Breslau und ab 1941 an die Staatsoper Unter den Linden in Berlin. 
Während eines Gastspiels in Rom lernte sie Wolfgang Wagner, den Sohn der Bayreuther Festspielleiterin Winifred Wagner, kennen. Dieser war damals Assistent von Heinz Tietjen, Generalintendanten aller Preußischen Staatstheater, die formell Hermann Göring unterstanden. Drexel verlobte sich mit Wolfgang Wagner und zog in dessen Wohnung in der Berliner Muckstraße, ihre Karriere als Tänzerin gab sie auf. 
Die Hochzeit mit Wagner fand am 11. April 1943 in der Villa Wahnfried in Bayreuth statt. Drexel nahm den Familiennamen „Wagner“ an. Adolf Hitler ließ dem Brautpaar zur Hochzeit Rosen bringen.
Ellen Wagner überlebte ein Bombardement ihrer Berliner Wohnung und befand sich im April 1945 hochschwanger in der Villa Wahnfried, als diese durch einen Bombentreffer zerstört wurde. Ihre Tochter Eva kam wenige Tage später in Winifred Wagners Landhaus in Oberwarmensteinach im Fichtelgebirge zur Welt.
Ellen Wagner war Zeugin der Besetzung der zerstörten Villa Wahnfried durch US-amerikanische Truppen und erlebte das Entnazifizierungsverfahren gegen Winifred Wagner, die 1947 als „Belastete“ der Gruppe II, im Berufungsverfahren Ende 1948 aber nur mehr als „Minderbelastete“ der Gruppe III eingestuft wurde.
1947 wurde Ellen Wagners Sohn Gottfried Helferich geboren. Die Familie lebte zu diesem Zeitpunkt im Gärtnerhäuschen auf dem Anwesen der Villa Wahnfried. Im Januar 1955 zog die Familie in die Villa Festspielhügel 3 um. Dieses Haus befand sich in der Parsifal-Straße neben der „arisierten“ Villa des Gauleiters der Bayerischen Ostmark, Fritz Wächtler.
Nach dem Zweiten Weltkrieg begleitete Ellen Wagner ihren Mann auf allen Geschäftsreisen zu Sponsoren und Unterstützern aus der deutschen Wirtschaft, Politik, Kultur und den Medien zum Wiederaufbau des bankrotten Familiengroßunternehmens Bayreuther Festspiele, kümmerte sich aber im Wesentlichen um ihre Kinder. Ab 1945 führte Ellen Wagner ein stichwortartiges Tagebuch. Sie förderte die Studien ihres Sohnes über die Verfolgung von Kurt Weill durch den Nationalsozialismus und den Holocaust, indem sie ihm ihre Aufzeichnungen überließ.
Nach ihrer Scheidung im Juli 1976 begann sie ihr Leben niederzuschreiben und alle noch vorhandenen Tagebücher kritisch und selbstkritisch zu kommentieren. 1977 intensivierte sie den Kontakt zu ihrem Onkel Hans Christoph Drexel, der in der Zeit des Nationalsozialismus ein Arbeitsverbot als Maler hatte hinnehmen müssen, sowie ihr Interesse an der vormals „entarteten Kunst“. 
Nach Hirnschlägen und einer Krebserkrankung lebte sie ab 1999 bis zu ihrem Tod am 17. April 2002 in der Seniorenresidenz Main-Taunus-Kreis in Eppstein. Sie wurde am Südfriedhof in Wiesbaden ausgesegnet. Ihre Asche wurde ihrem Wunsch entsprechend am 27. Mai 2002 auf dem Friedhof in Cerro Maggiore bei Mailand beigesetzt.
Alle Tage- und Notizbücher sowie wesentlichen Unterlagen der Familien Wagner und Drexel-Nissen befinden sich im Gottfried-Wagner-Archiv in der Zentralbibliothek Zürich. Nach einer geplanten Auswertung sollen wesentliche Aussagen der Aufzeichnungen veröffentlicht werden.